# Ute Völker
Ute Völker (* 1963 in Oberhausen) ist eine deutsche Akkordeonistin der neuen Improvisationsmusik.

## Wirken
Völker studierte zunächst Akkordeon und Tonsatz an der Musikhochschule Köln, Abteilung Wuppertal und anschließend Musikwissenschaften, Germanistik und Phonetik an den Universitäten in Köln, Wien und Paris. An der Technischen Universität Kaiserslautern absolvierte sie zusätzlich ein Studium für Kulturmanagement.
Völker ist Mitbegründerin des Ensembles Partita Radicale für neue und improvisierte Musik, dessen Arbeit sich auf die Entwicklung eigener Improvisationszyklen, Stummfilmvertonungen, Zusammenarbeit mit Komponisten und Theaterprojekte erstreckt; mit dieser Formation hat sie seit 1995 fünf Alben veröffentlicht, zuletzt Zeiten ändern sich (2014). Mit Gunda Gottschalk und Peter Jacquemyn bildete sie das Trio Baggerboot (gleichnamiges Album 2005 bei Henceforth Records). Mit Gottschalk und mongolischen Sängerinnen entstand das Album von gräsern und wolken (2016). Seit 2007 ist Völker Mitglied des Wuppertaler ImprovisationsOrchesters WIO. 
Völker lebt in Wuppertal und tritt regelmäßig bei internationalen Festivals für improvisierte Musik in Europa als Solistin oder mit verschiedenen ad-hoc-Besetzungen auf. Sie gab zudem Konzerte in Nordamerika, Afrika, China und in Südamerika. Darüber hinaus arbeitet sie in interdisziplinären Projekten mit Bildenden Künstlern, Videofilmern, Tänzern und Schauspielern. Weiterhin ist sie als Musikpädagogin an der Musikschule Bochum tätig.

## Diskographische Hinweise
- John Russell / Ute Völker / Mathieu Werchowski Three Planets (Emanem 2004)
- Anthrazit (free elephant 2006)
- Ute Völker, Angelika Sheridan Leuchtfische (Valve 2008)
- Ute Völker & Udo Schindler Synopsis (Valve 2016)